# Magyar Front
A Magyar Front a német megszállás (1944. március 19. – 1945. április 4.) alatt illegalitásba szorult magyar pártok és vallási szervezetek, illetve tömegszervezetek náciellenes szövetkezése volt, amely 1944 májusában jött létre, s decemberig működött, amikor is a Magyar Nemzeti Függetlenségi Front átvette szerepét.

## Története
A Békepárt (1944 szeptemberétől Kommunista Párt (KP)), a Magyarországi Szociáldemokrata Párt (MSZDP), a Független Kisgazda-, Földmunkás- és Polgári Párt (FKgP) és a legitimisták egy csoportjának összefogásából jött létre 1944 májusában. Ehhez az egyesüléshez csatlakozott szeptemberben a Nemzeti Parasztpárt. Központi szerve a szeptemberben létrehozott Intéző Bizottság volt, amelybe az egyes pártok és szervezetek egy-egy tagot delegáltak. Ennek elnöke Szakasits Árpád volt, tagjai pedig a következők: Rajk László (Békepárt/KP), Kállai Gyula (Békepárt/KP), Dessewffy Gyula (FKgP), Tildy Zoltán (FKgP), Kovács Imre (Nemzeti Parasztpárt), Pallavicini György (legitimista), Pálffy József (a katolikus szervezetek részéről), Kenessey Pongrác (a protestáns szervezetek részéről).
A szervezet célja volt a háborúból való kiugrás elérése (ennek érdekében tárgyaltak Horthy Miklóssal is), a németek elleni fegyveres harc kibontakoztatása. Kiterjedt propagandatevékenységet folytatott, s több kísérletet is tett a fegyveres ellenállás megszervezésére.
Rajk László készítette el a két munkáspárt előzetes megegyezése alapján a Magyar Front akcióegység-programját, amelyet 1944. október 10-én írtak alá.
A Magyar Front Intéző Bizottsága kérte fel Bajcsy-Zsilinszky Endrét, legyen a Magyar Nemzeti Felkelés Felszabadító Bizottságának (MNFFB) elnöke. A nyilasok viszont szervezkedés jeleire bukkantak, és az MNFFB vezetőit - Bajcsyt és Kiss János altábornagyot - letartóztatták, majd kivégezték.
Utódja 1944 decemberében a Magyar Nemzeti Függetlenségi Front lett.